# Octarrhena latipetala
Octarrhena latipetala är en orkidéart som först beskrevs av Johannes Jacobus Smith, och fick sitt nu gällande namn av André Schuiteman. Octarrhena latipetala ingår i släktet Octarrhena och familjen orkidéer. Inga underarter finns listade i Catalogue of Life.